# Ромблон (муніципалітет)
Ромблон — муніципалітет і столиця провінції Ромблон. За даними перепису 2015 року мав населення 38 758 осіб. Ромблонська є рідною мовою його жителів.
Муніципалітет розташований, головним чином, на острові Ромблон, а також на невеликих острівцях Далку, Кобрадор і Логбон. Найбільна висота — 444 метри над рівнем моря.